# 13-й истребительный авиационный полк ВВС РККА
13-й истребительный авиационный Сталинградский полк (13-й иап) — воинская часть Военно-воздушных сил (ВВС) Вооружённых Сил РККА, принимавшая участие в боевых действиях Великой Отечественной войны.

## Наименования полка
За весь период своего существования полк несколько раз менял своё наименование:
- 13-й истребительный авиационный полк;
- 13-й истребительный авиационный Сталинградский полк;
- 111-й гвардейский истребительный авиационный Сталинградский полк;
- 111-й гвардейский истребительный авиационный Сталинградский Краснознамённый полк;
- 111-й гвардейский авиационный Сталинградский Краснознамённый полк истребителей-бомбардировщиков;
- 375-я гвардейская отдельная вертолетная Сталинградская Краснознамённая эскадрилья;
- 396-й гвардейский отдельный вертолетный Сталинградский Краснознамённый полк;
- Полевая почта 21844.

## Создание полка
13-й истребительный авиационный полк сформирован 30 октября 1939 года в Забайкальском военном округе (аэродром 77 разъезд) в составе 4-х эскадрилий на самолётах И-16 и И-15 бис. Командование полка и эскадрилий был укомплектован лётчиками и техниками, имевшими боевой опыт в борьбе с японцами на Халхин-Голе.

## Переименование полка
13-й истребительный авиационный Сталинградский полк за образцовое выполнение боевых задач и проявленные при этом мужество и героизм на основании Приказа НКО СССР 24 августа 1943 года переименован в 111-й гвардейский Сталинградский истребительный авиационный полк.

## В действующей армии
В составе действующей армии:
- с 15 июля 1941 года по 1 сентября 1941 года, всего 48 дней
- с 8 октября 1941 года по 4 декабря 1941 года, всего 57 дней
- с 17 июня 1942 года по 24 августа 1942 года, всего 68 дней
- с 2 ноября 1942 года по 24 августа 1943 года, всего 295 дней

Итого — 468 дней
| И-153 |  | ЛаГГ-3 | Ла-5 |

## Командиры полка
- майор Юдаков Алексей Павлович[3], 10.1939 — 05.07.1941
- капитан Копачев Иван Сергеевич (погиб)[3], 12.07.1941 — 09.1941
- майор Лышков Яков Константинович[3], 09.1941 — 04.05.1943
- Наумов Пётр Изотович[3], 10.05.1943 — 12.1943

## В составе соединений и объединений
| Период        | Фронт (округ)               | армия               | корпус                                 | дивизия                                             | примечание                                                         |
| ------------- | --------------------------- | ------------------- | -------------------------------------- | --------------------------------------------------- | ------------------------------------------------------------------ |
| 30.10.1939 г. | Забайкальский военный округ |                     |                                        |                                                     | И-16, И-15 бис, И-153 (в январе 1941 г.)                           |
| 22.06.1941 г. | Приволжский военный округ   |                     |                                        | 38-я истребительная авиационная дивизия             | Борисоглебск, переформирован в два полка: 13-й и 12-й иап на И-153 |
| 22.06.1941 г. | Резервный фронт             | ВВС 24-й армии      |                                        | 38-я истребительная авиационная дивизия             | И-153                                                              |
| 12.07.1941 г. | Западный фронт              |                     |                                        | 38-я истребительная авиационная дивизия             | Шайковка, И-153                                                    |
| 15.07.1941 г. | Резервный фронт             | ВВС 24-й армии      |                                        | 38-я истребительная авиационная дивизия             | И-153                                                              |
| 24.08.1941 г. | Резервный фронт             | ВВС 24-й армии      |                                        | 38-я смешанная авиационная дивизия                  | И-153                                                              |
| 01.09.1941 г. | Резервный фронт             | ВВС 24-й армии      |                                        | 38-я смешанная авиационная дивизия                  | выведен в тыл                                                      |
| 07.09.1941 г. | Приволжский военный округ   | ВВС округа          |                                        | 8-й запасной истребительный авиационный полк        | Багай-Барановка Саратовской области, Як-1                          |
| 08.10.1941 г. |                             | ВВС 51-й армии      |                                        |                                                     | Як-1                                                               |
| 14.12.1941 г. | Закавказский военный округ  | ВВС округа          |                                        | 11-й запасной истребительный авиационный полк       | Кировабад, ЛаГГ-3                                                  |
| 17.06.1942 г. | Юго-Западный фронт          | 8-я воздушная армия |                                        | 235-я истребительная авиационная дивизия            | ЛаГГ-3                                                             |
| 12.07.1942 г. | Сталинградский фронт        | 8-я воздушная армия |                                        | 235-я истребительная авиационная дивизия            | ЛаГГ-3                                                             |
| 24.08.1942 г. | Сталинградский фронт        | 8-я воздушная армия |                                        | 235-я истребительная авиационная дивизия            | выведен с фронта на доукомплектование                              |
| 04.09.1942 г. | Московский военный округ    | ВВС округа          |                                        | 1-й запасной истребительный авиационный полк        | Арзамас, Ла-5                                                      |
| 02.11.1942 г. | Сталинградский фронт        | 8-я воздушная армия | 2-й смешанный авиационный корпус       | 201-я истребительная авиационная дивизия            | Ла-5                                                               |
| 03.01.1943 г. | Южный фронт                 | 8-я воздушная армия | 2-й смешанный авиационный корпус       | 201-я истребительная авиационная дивизия            | Ла-5                                                               |
| 17.04.1943 г. | Северо-Кавказский фронт     | 4-я воздушная армия | 2-й смешанный авиационный корпус       | 201-я истребительная авиационная дивизия            | Ла-5                                                               |
| 29.05.1943 г. | Московский военный округ    | ВВС округа          |                                        | 2-й запасной истребительный авиационный полк        | ст. Сейма Горьковской области, Ла-5                                |
| 17.07.1943 г. | Воронежский фронт           | 2-я воздушная армия | 10-й истребительный авиационный корпус | 201-я истребительная авиационная дивизия            | Ла-5                                                               |
| 24.08.1943 г. | Воронежский фронт           | 2-я воздушная армия | 10-й истребительный авиационный корпус | 10-я гвардейская истребительная авиационная дивизия | Ла-5                                                               |

## Участие в операциях и битвах
- Крымская оборонительная операция — с 18 октября 1941 года по 16 ноября 1941 года
- Ельнинская операция — с 30 августа 1941 года по 1 сентября 1941 года.
- Смоленское сражение — с 15 июля 1941 года по 24 августа 1941 года.
- Воронежско-Ворошиловградская операция — с 28 июня 1942 года по 24 июля 1942 года.
- Сталинградская битва — с 17 ноября 1942 года по 2 февраля 1942 года.
- Ростовская операция — с 1 января 1943 года по 18 февраля 1943 года.
- Ворошиловградская операция — с 29 января 1943 года по 18 февраля 1943 года.
- Изюм-Барвенковская операция — с 21 июля 1943 года по 27 июля 1943 года.
- Белгородско-Харьковская операция — с 3 августа 1943 года по 23 августа 1943 года.
- Донбасская операция — с 13 августа 1943 года по 24 августа 1943 года.
- Воздушные сражения на Кубани — с апреля по июль 1943 года

## Почётные наименования
13-му истребительному авиационному полку за показанные образцы мужества и геройства в борьбе против фашистских захватчиков и в целях дальнейшего закрепления памяти о героических подвигах сталинских соколов присвоено почетное наименование «Сталинградский».

## Герои Советского Союза и России
- Абрамашвили Николай Георгиевич, капитан, заместитель командира эскадрильи 13-го истребительного авиационного полка 201-й истребительной авиационной дивизии 8-й воздушной армии Указом Президента Российской Федерации 21 сентября 1995 года удостоен звания Герой России. Медаль № 220
- Гнидо Петр Андреевич, лейтенант, командир эскадрильи 13-го истребительного авиационного полка 201-й истребительной авиационной дивизии 2-го смешанного авиационного корпуса 8-й воздушной армии Указом Президиума Верховного Совета СССР 1 мая 1943 года удостоен звания Герой Советского Союза. Золотая Звезда № 1003
- Губанов Алексей Алексеевич, капитан, командир эскадрильи 13-го истребительного авиационного полка 201-й истребительной авиационной дивизии 2-го смешанного авиационного корпуса 4-й воздушной армии Указом Президиума Верховного Совета СССР 24 августа 1943 года удостоен звания Герой Советского Союза. Золотая Звезда № 1241
- Игнатьев Михаил Трофимович, лейтенант, заместитель командира эскадрильи 13-го истребительного авиационного полка 201-й истребительной авиационной дивизии 2-го смешанного авиационного корпуса 4-й воздушной армии Указом Президиума Верховного Совета СССР 24 августа 1943 года удостоен звания Герой Советского Союза. Золотая Звезда № 1119
- Маснев Алексей Никанорович, капитан, командир эскадрильи 13-го истребительного авиационного полка 201-й истребительной авиационной дивизии 2-го смешанного авиационного корпуса 4-й воздушной армии Указом Президиума Верховного Совета СССР 24 августа 1943 года удостоен звания Герой Советского Союза. Золотая Звезда № 3354
- Наумов Пётр Изотович, майор, командир 13-го истребительного авиационного полка 201-й истребительной авиационной дивизии 2-го смешанного авиационного корпуса 4-й воздушной армии Северо-Кавказского фронта, удостоен звания Герой Советского Союза 24 августа 1943 года.
- Новожилов Иван Васильевич, майор, помощник по воздушно-стрелковой службе командира 13-го истребительного авиационного полка 201-й истребительной авиационной дивизии 2-го смешанного авиационного корпуса 8-й воздушной армии Указом Президиума Верховного Совета СССР 24 августа 1943 года удостоен звания Герой Советского Союза. Золотая Звезда № 1101

## Статистика боевых действий
Всего за годы Великой Отечественной войны полком:
| Выполнено боевых вылетов | Сбито самолётов в воздухе | Уничтожено самолётов всего |
| ------------------------ | ------------------------- | -------------------------- |
| 9651                     | 433                       | 448                        |

Свои потери:
| Потеряно самолётов, всего | Погибло лётчиков всего |
| ------------------------- | ---------------------- |
| 181                       | 86                     |

## Самолёты на вооружении
| Период      | Самолёты |
| ----------- | -------- |
| 1939 — 1941 | И-16     |
| 1940 — 1941 | И-153    |
| 1940 — 1941 | МиГ-3    |
| 1941 — 1942 | ЛаГГ-3   |
| 1941 — 1942 | Як-1     |
| 1942 — 1945 | Ла-5     |